# Hoggicosa
Hoggicosa Roewer, 1960 è un genere di ragni appartenente alla famiglia Lycosidae.

## Etimologia
Il nome del genere deriva dall'aracnologo inglese Henry Roughton Hogg (1846-1923), e dal suffisso -cosa, attribuito a vari ragni della famiglia Lycosidae.

## Caratteristiche
Questo genere nell'ambito delle Lycosidae, fa parte del bicolor group, detto così per il marcato dimorfismo sessuale dei colori esterni. La femmina mostra colori vivaci e di diversa fattura, mentre il maschio ha colorazioni più adatte a mimetizzarsi sul terreno. L'aracnologo McKay nel 1973 ha anche suggerito diverse affinità con il genere Geolycosa Montgomery, 1904.

## Distribuzione
Le 10 specie note di questo genere sono state reperite in Australia.

## Tassonomia
Le caratteristiche di questo genere sono state descritte dall'analisi degli esemplari tipo Lycosa errans Hogg, 1905, effettuata dall'aracnologo Roewer in un suo lavoro (1960d).
Rimosso dalla sinonimia con Lycosa Latreille, 1804 a seguito di uno studio degli aracnologi Langlands e Framenau del 2010, contra precedenti considerazioni espresse da McKay nel 1973 con trasferimento della specie tipo.
Questo genere è stato ritenuto sinonimo anteriore di Arkalosula = Arctosa C.L. Koch, 1847 a seguito di un lavoro di Guy del 1966.
Non sono stati esaminati esemplari di questo genere dal 2010.
Attualmente, a gennaio 2017, si compone di 10 specie:
1. Hoggicosa alfi Langlands & Framenau, 2010 — Australia
2. Hoggicosa bicolor (Hogg, 1906) — Australia
3. Hoggicosa brennani Langlands & Framenau, 2010 — Australia
4. Hoggicosa castanea (Hogg, 1906)[3] — Australia
5. Hoggicosa duracki (McKay, 1975) — Australia occidentale
6. Hoggicosa forresti (McKay, 1973) — Australia occidentale e meridionale
7. Hoggicosa natashae Langlands & Framenau, 2010 — Queensland, Nuovo Galles del Sud, Australia meridionale
8. Hoggicosa snelli (McKay, 1975) — Australia occidentale
9. Hoggicosa storri (McKay, 1973) — Australia occidentale
10. Hoggicosa wolodymyri Langlands & Framenau, 2010 — Australia

### Sinonimi
- Hoggicosa errans (Hogg, 1905); trasferita dal genere Lycosa e posta in sinonimia con H. castanea (Hogg, 1906) a seguito di uno studio degli aracnologi Langlands & Framenau del 2010[2].
- Hoggicosa perinflata (Pulleine, 1922); trasferita dal genere Lycosa e posta in sinonimia con H. castanea (Hogg, 1906) a seguito di uno studio degli aracnologi Langlands & Framenau del 2010.
- Hoggicosa skeeti (Pulleine, 1922); trasferita dal genere Lycosa e posta in sinonimia con H. castanea (Hogg, 1906) a seguito di uno studio degli aracnologi Langlands & Framenau del 2010.

### Specie trasferite
- Hoggicosa exigua Roewer, 1960; trasferita al genere Hogna Simon, 1885[2].